# ECHL 1992/93
Die Saison 1992/93 war die fünfte reguläre Saison der East Coast Hockey League (ECHL). Die 15 Teams absolvierten in der regulären Saison je 64 Begegnungen. Das punktbeste Team der regulären Saison waren die Wheeling Thunderbirds, während die Toledo Storm in den Play-offs ihren ersten Riley Cup überhaupt gewannen.

## Teamänderungen
Folgende Änderungen wurden vor Beginn der Saison vorgenommen:
- Die Winston-Salem Thunderbirds wurden nach Wheeling, West Virginia, umgesiedelt und spielten fortan unter dem Namen Wheeling Thunderbirds.
- Die Roanoke Valley Rebels änderten ihren Namen in Roanoke Valley Rampage.
- Die Cincinnati Cyclones wechselten in die International Hockey League.
- Die Birmingham Bulls wurden als Expansionsteam in die Liga aufgenommen.

## Reguläre Saison

### Abschlusstabellen
Abkürzungen: GP = Spiele, W = Siege, L = Niederlagen, T = Unentschieden, OTL = Niederlage nach Overtime, GF = Erzielte Tore, GA = Gegentore, Pts = Punkte
| East Division          | GP | W  | L  | OTL | GF  | GA  | Pts |
| ---------------------- | -- | -- | -- | --- | --- | --- | --- |
| Wheeling Thunderbirds  | 64 | 40 | 16 | 8   | 314 | 223 | 88  |
| Hampton Roads Admirals | 64 | 37 | 21 | 6   | 294 | 235 | 80  |
| Raleigh Icecaps        | 64 | 37 | 22 | 5   | 289 | 262 | 79  |
| Johnstown Chiefs       | 64 | 34 | 23 | 7   | 281 | 264 | 75  |
| Richmond Renegades     | 64 | 34 | 28 | 2   | 292 | 292 | 70  |
| Greensboro Monarchs    | 64 | 33 | 29 | 2   | 256 | 261 | 68  |
| Roanoke Valley Rampage | 64 | 14 | 49 | 1   | 227 | 387 | 29  |

| West Division       | GP | W  | L  | OTL | GF  | GA  | Pts |
| ------------------- | -- | -- | -- | --- | --- | --- | --- |
| Toledo Storm        | 64 | 36 | 17 | 11  | 316 | 238 | 83  |
| Dayton Bombers      | 64 | 35 | 23 | 6   | 282 | 270 | 76  |
| Nashville Knights   | 64 | 36 | 25 | 3   | 312 | 305 | 75  |
| Erie Panthers       | 64 | 35 | 25 | 4   | 305 | 307 | 74  |
| Louisville Icehawks | 64 | 30 | 27 | 7   | 302 | 293 | 67  |
| Birmingham Bulls    | 64 | 30 | 29 | 5   | 290 | 313 | 65  |
| Columbus Chill      | 64 | 30 | 30 | 4   | 257 | 256 | 64  |
| Knoxville Cherokees | 64 | 19 | 39 | 6   | 212 | 323 | 44  |

## Riley-Cup-Playoffs

### Pre-Playoffs
- (E4) Johnstown Chiefs – (E5) Richmond Renegades 1:0
- (W4) Erie Panthers –  (E6) Greensboro Monarchs 1:0

| Riley-Cup-Viertelfinale | Riley-Cup-Viertelfinale | Riley-Cup-Viertelfinale |    |                        | Riley-Cup-Halbfinale | Riley-Cup-Halbfinale | Riley-Cup-Halbfinale |  |  | Riley-Cup-Finale | Riley-Cup-Finale | Riley-Cup-Finale |
|                         |                         |                         |    |                        |                      |                      |                      |  |  |                  |                  |                  |
| E1                      | Wheeling Thunderbirds   | 3                       |    |                        |                      |                      |                      |  |  |                  |                  |                  |
| E4                      | Johnstown Chiefs        | 1                       |    |                        |                      |                      |                      |  |  |                  |                  |                  |
| E4                      | Johnstown Chiefs        | 1                       | E1 | Wheeling Thunderbirds  | 4                    |                      |                      |  |  |                  |                  |                  |
|                         |                         |                         | E1 | Wheeling Thunderbirds  | 4                    |                      |                      |  |  |                  |                  |                  |
|                         | E3                      | Raleigh Icecaps         | 2  |                        |                      |                      |                      |  |  |                  |                  |                  |
| E2                      | E3                      | Raleigh Icecaps         | 2  | Hampton Roads Admirals | 1                    |                      |                      |  |  |                  |                  |                  |
| E2                      |                         |                         |    | Hampton Roads Admirals | 1                    |                      |                      |  |  |                  |                  |                  |
| E3                      | Raleigh Icecaps         | 3                       |    |                        |                      |                      |                      |  |  |                  |                  |                  |
| E3                      | Raleigh Icecaps         | 3                       | E1 | Wheeling Thunderbirds  | 2                    |                      |                      |  |  |                  |                  |                  |
|                         |                         |                         |    | Wheeling Thunderbirds  | 2                    |                      |                      |  |  |                  |                  |                  |
|                         | W1                      | Toledo Storm            | 4  |                        |                      |                      |                      |  |  |                  |                  |                  |
| W2                      | W1                      | Toledo Storm            | 4  | Dayton Bombers         | 0                    |                      |                      |  |  |                  |                  |                  |
| W2                      |                         |                         |    | Dayton Bombers         | 0                    |                      |                      |  |  |                  |                  |                  |
| W3                      | Nashville Knights       | 3                       |    |                        |                      |                      |                      |  |  |                  |                  |                  |
| W3                      | Nashville Knights       | 3                       | W3 | Nashville Knights      | 2                    |                      |                      |  |  |                  |                  |                  |
|                         |                         |                         | W3 | Nashville Knights      | 2                    |                      |                      |  |  |                  |                  |                  |
|                         | W1                      | Toledo Storm            | 4  |                        |                      |                      |                      |  |  |                  |                  |                  |
| W1                      | W1                      | Toledo Storm            | 4  | Toledo Storm           | 3                    |                      |                      |  |  |                  |                  |                  |
| W1                      |                         |                         |    | Toledo Storm           | 3                    |                      |                      |  |  |                  |                  |                  |
| W4                      | Erie Panthers           | 1                       |    |                        |                      |                      |                      |  |  |                  |                  |                  |

### Riley-Cup-Sieger
| Riley-Cup-Sieger Toledo Storm | Wade Bartley, Derek Booth, Scott Campbell, Joe Cook, Rick Corriveau, Mark Deazeley, Iain Duncan, Dave Flanagan, Alain Harvey, Alex Hicks, Jeff Jablonski, Jeff Jestadt, Rick Judson, Scott King, Bruce MacDonald, Barry Potomski, Greg Puhalski, Alex Roberts, Andy Suhy, Dan Wiebe Trainer: Chris McSorley |

## Vergebene Trophäen
| Auszeichnung                                                        | Spieler               | Team                  |
| ------------------------------------------------------------------- | --------------------- | --------------------- |
| ECHL Coach of the Year Bester Trainer                               | Kurt Kleinendorst     | Raleigh Icecaps       |
| ECHL Most Valuable Player Bester Spieler der regulären Saison       | Trevor Jobe           | Nashville Knights     |
| Riley Cup Playoffs Most Valuable Player Bester Spieler der Playoffs | Rick Judson           | Toledo Storm          |
| ECHL Rookie of the Year Bester Rookie der regulären Saison          | Joe Flanagan          | Birmingham Bulls      |
| ECHL Defenseman of the Year Bester Verteidiger der regulären Saison | Derek Booth           | Toledo Storm          |
| ECHL Leading Scorer Bester Scorer der regulären Saison              | Trevor Jobe           | Nashville Knights     |
| Riley Cup Gewinner der ECHL-Playoffs                                | Toledo Storm          | Toledo Storm          |
| Henry Brabham Cup Bestes Team der regulären Saison                  | Wheeling Thunderbirds | Wheeling Thunderbirds |